# Перо Миленковски
Перо Миленковски (на македонска литературна норма: Перо Миленковски) е детски писател от Северна Македония.

## Биография
Роден е през 1939 година в прилепското село Слепче, тогава в Кралство Югославия. Завършва Педагогическа академия в Битоля. Работи в редакцията на „Нова Македония“, като редактор на „Колибри“. Член е на Дружеството на писателите на Македония от 1995 година.